# Coniopteryx (Coniopteryx) westwoodii
Coniopteryx (Coniopteryx) westwoodii is een insect uit de familie van de dwerggaasvliegen (Coniopterygidae), die tot de orde netvleugeligen (Neuroptera) behoort. 
Coniopteryx (Coniopteryx) westwoodii is voor het eerst wetenschappelijk beschreven door Fitch in 1855.